# هالوزیم
هالوزیم (انگلیسی: Halozyme) شرکت داروسازی آمریکایی است، که در سال ۱۹۹۸ تأسیس شد.